# Utagawa Hiroshige

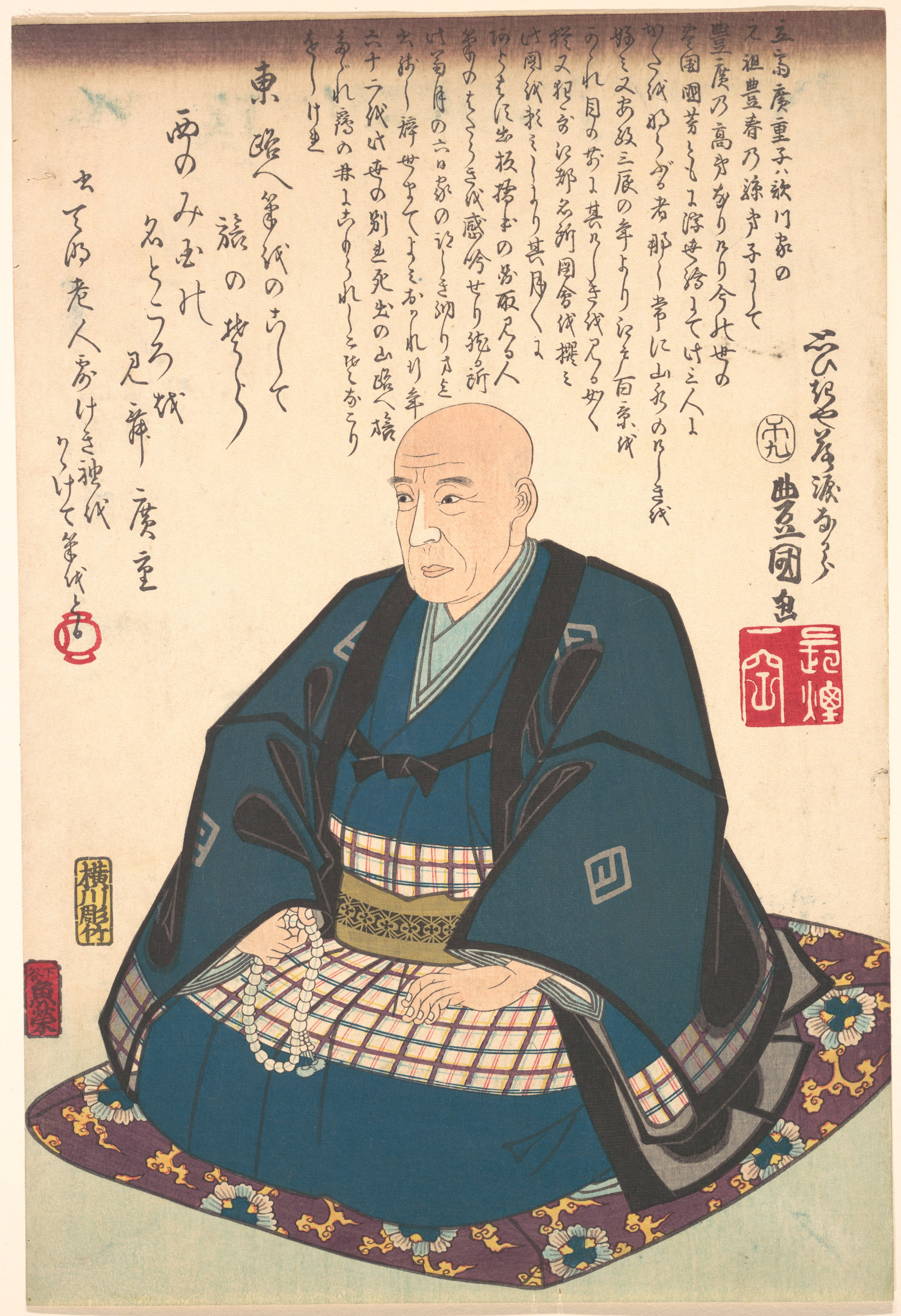
Hiroshige, dipinto da Utagawa Kunisada.

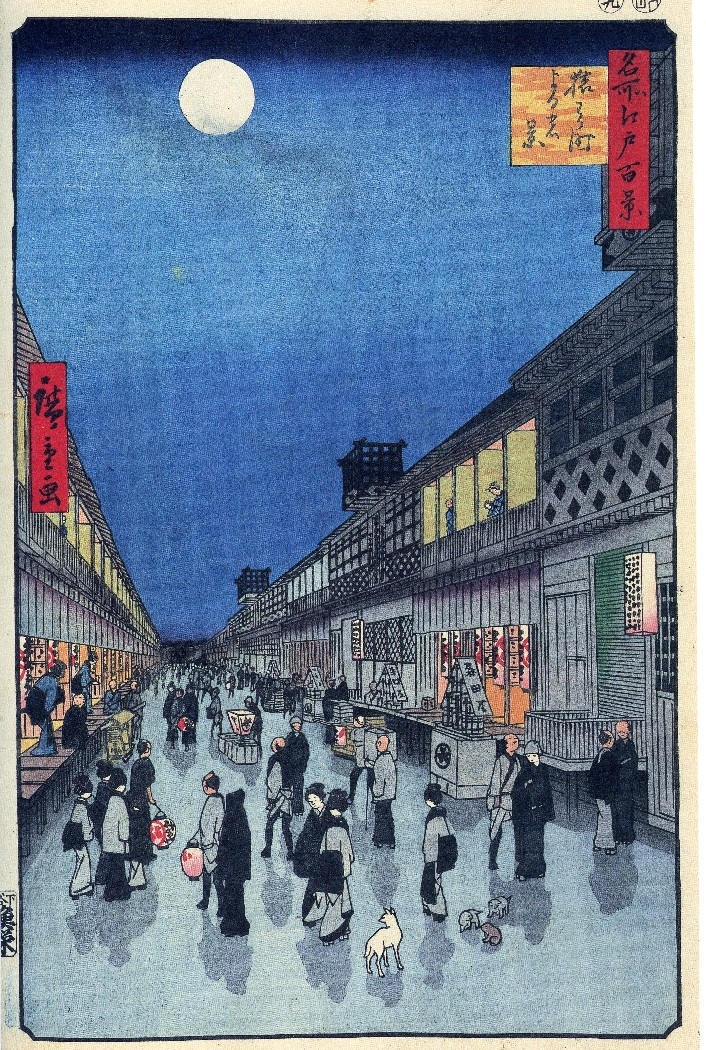
Veduta notturna di Saruwakacho (1856)

Utagawa Hiroshige  (歌川広重?), meglio noto come Hiroshige (Edo, 1797 – Edo, 12 ottobre 1858) è stato un incisore e pittore giapponese.

## Biografia
Fu allievo di Utagawa Toyohiro (1773-1829 circa) e studiò lo stile occidentale introdotto dal fondatore della scuola Utagawa, Toyoharu (1735-1814). Assieme a Hokusai è considerato uno tra i principali paesaggisti giapponesi dell'Ottocento e fra i più celebri rappresentanti della corrente artistica Ukiyo-e. La produzione artistica di Hiroshige annovera diversi generi, tra cui stampe di attori, guerrieri, cortigiane, ma l'oggetto principale della sua arte fu la natura nelle sue molteplici espressioni. La contemplazione della natura e la successiva rappresentazione in chiave morfologicamente armonica, è ciò che distingue Hiroshige dagli altri pittori-incisori del suo tempo, creando una dialettica tra il finito e l'infinito, ossia il sentimento umano scaturente dall'ascolto quasi religioso della natura e il respiro del cosmo.  A differenza del suo contemporaneo Hokusai, l'opera di Hiroshige fu meno innovativa, tuttavia l'artista ha saputo cogliere in modo sottile, poetico e facilmente comprensibile l’essenza del paesaggio giapponese come pure il modo in cui veniva percepito dalla gente.

## Produzione
Nell'arco di tutta la sua vita Hiroshige creò circa 400 incisioni. La serie più famosa di Hiroshige è le "Cento vedute famose di Edo".
Hiroshige ebbe straordinaria influenza sulla pittura europea di fine Ottocento. Principalmente tale influenza si manifestò sull'impressionismo e post-impressionismo, venendo imitato da diversi artisti, tra cui (Claude Monet) (Vincent van Gogh) e (Toulouse Lautrec).

## Riconoscimenti
A Hiroshige è stato intitolato il cratere Hiroshige, sulla superficie di Mercurio.